# Proechimys goeldii
Pour les articles homonymes, voir Goeldi.
Espèce
Statut de conservation UICN

 LC  : Préoccupation mineure
Proechimys goeldii est une espèce de mammifères rongeurs de la famille des Echimyidae qui regroupe des rats épineux originaires d'Amérique latine.